# Problepsis argentifila
Problepsis argentifila är en fjärilsart som beskrevs av Louis Beethoven Prout 1934. Problepsis argentifila ingår i släktet Problepsis och familjen mätare. Inga underarter finns listade i Catalogue of Life.